# An Shigao
An Shigao (xinès: 安世高) fou el nom xinès d'un part que va arribar fins a la Xina el 148 i va predicar-hi les seves creences budistes. Va morir cap al 180.